# Pseudauxa nigerrima
Pseudauxa nigerrima là một loài bọ cánh cứng trong họ Cerambycidae.